# Лотос (нимфа)
Лотос (Лотида, др.-греч. Λωτίς) — в древнегреческой мифологии нимфа. Приап пытался овладеть ею, но ему помешал заревевший осел Силена. Её пытался соблазнить Пан, но она превратилась в водяной лотос. По другому рассказу, её преследовал Приап, и она превратилась в дерево, которое называют сирийский боб (ююба).
В честь Лотиды назван астероид (429) Лотида, открытый в 1897 году.